# Сирино де Оливейра, Данило
Дани́ло Сири́но де Оливе́йра (порт.-браз. Danilo Cirino de Oliveira; 11 ноября 1986, Сорокаба, Бразилия) — бразильский футболист, нападающий.

## Биография
Данило начал свою европейскую профессиональную карьеру в польском клубе «Погонь» из Щецина в 2006 году, однако там почти не получал игровой практики. В следующем году стал игроком чешского клуба «Пршибрам», в котором так и не смог раскрыться, хотя имел неплохую игровую практику. После этого был период игры в «Спартаке» из Трнавы, где Данило не смог закрепиться в основе.
В 2010 году бразилец перешёл в венгерский клуб «Гонвед», где провёл довольно удачные сезоны. Его успехи в Венгрии привлекли известные клубы.
В 2012 году он подписал контракт до 2015 года со швейцарским клубом «Сьон». Но пробиться в основу «Сьона» Данило так и не смог. Через полгода был отдан в аренду с правом первоочередного выкупа луганской «Заре».
Вскоре «Заря» выкупила футболиста у швейцарского клуба. Однако в связи с ситуацией на Украине Данило был отдан в аренду краснодарской «Кубани». Зимой вернулся в расположение «Зари», так как краснодарский клуб не смог договориться о выкупе игрока.
31 марта 2015 года бразильский форвард подписал контракт с казахстанским клубом «Актобе» на 684 000 евро в год и забил за сезон шесть голов. Но по окончании сезона все легионеры были выставлены на трансфер.
В декабре 2015 года подписал контракт с чемпионом Таиланда клубом «Бурирам Юнайтед», но, не сыграв и матча, перешёл в другой местный клуб «Чианграй Юнайтед».
В конце 2016 года бразилец поиграл в эмиратском клубе «Дибба Аль-Фуджайра».
В июне 2017 года Данило вернулся в венгерский «Гонвед».

## Достижения
«Кубань»
- Финалист Кубка России (1): 2014/15

 «Актобе»
- Бронзовый призёр чемпионата Казахстана 2015